# کازوتو کوشیدا
کازوتو کوشیدا (انگلیسی: Kazuto Kushida؛ زادهٔ ۲۰ ژانویهٔ ۱۹۸۷) بازیکن فوتبال اهل ژاپن است.
از باشگاه‌هایی که در آن بازی کرده‌است می‌توان به باشگاه فوتبال چونبوری اشاره کرد.